# Rojek
Rojek es una película documental canadiense de 2022 escrita, dirigida y producida por Zaynê Akyol. Se trata de la recuperación del Kurdistán del conflicto Rojava-islamista con especial énfasis en entrevistas con exmiembros del Estado Islámico encarcelados sobre sus motivaciones.
Fue seleccionada como la entrada canadiense a la mejor película internacional en la Premios Óscar 2024.

## Estreno
La película se estrenó el 13 de abril de 2022 en el festival de cine Visions du Réel de Suiza. Se estrenó en Canadá en el Festival Internacional de Documentales Hot Docs, donde obtuvo el premio especial del jurado al mejor largometraje documental canadiense.